# Cave Stream Waterfall
Der Cave Stream Waterfall ist ein Wasserfall im Arthur’s-Pass-Nationalpark in der Region Canterbury auf der Südinsel Neuseelands. Er liegt im Lauf des Cave Stream am Ausgang der Broken River Cave. Seine Fallhöhe beträgt rund 3 Meter.
Vom großen Besucherparkplatz am New Zealand State Highway 73 nordöstlich von Castle Hill Village führt eine zehnminütige Wanderung zum Wasserfall.